# XXVIe siècle
Le XXVIe siècle (ou 26e siècle) de l'ère commune commencera le 1er janvier 2501 et finira le 31 décembre 2600.
Il s'étend entre les jours juliens 2 634 531,5 et 2 671 055,5,.

## Calendrier

### Types d'années
| Décennies | … 0 | … 1 | … 2 | … 3 | … 4 | … 5 | … 6 | … 7 | … 8 | … 9 |
| --------- | --- | --- | --- | --- | --- | --- | --- | --- | --- | --- |
| 250 …     | C   | B   | A   | G   | FE  | D   | C   | B   | AG  | F   |
| 251 …     | E   | D   | CB  | A   | G   | F   | ED  | C   | B   | A   |
| 252 …     | GF  | E   | D   | C   | BA  | G   | F   | E   | DC  | B   |
| 253 …     | A   | G   | FE  | D   | C   | B   | AG  | F   | E   | D   |
| 254 …     | CB  | A   | G   | F   | ED  | C   | B   | A   | GF  | E   |
| 255 …     | D   | C   | BA  | G   | F   | E   | DC  | B   | A   | G   |
| 256 …     | FE  | D   | C   | B   | AG  | F   | E   | D   | CB  | A   |
| 257 …     | G   | F   | ED  | C   | B   | A   | GF  | E   | D   | C   |
| 258 …     | BA  | G   | F   | E   | DC  | B   | A   | G   | FE  | D   |
| 259 …     | C   | B   | AG  | F   | E   | D   | CB  | A   | G   | F   |

## Évènements astronomiques prévus auXXVIesiècle

### Liste des longues éclipses totales de Soleil
- 14 juin 2504 : Éclipse totale de Soleil[3], (7 min 10 s), du saros 145.
- 25 juin 2522 : Éclipse totale de Soleil[4], (7 min 12 s), du saros 145, « couronnant » ainsi cette série[5].
- 5 juillet 2540 : Éclipse totale de Soleil[6], (7 min 04 s), du saros 145.
- 17 juillet 2558 : Éclipse totale de Soleil[7], (6 min 43 s), du saros 145.
- 6 aout 2567 : Éclipse totale de Soleil[8], (6 min 26 s), du saros 164.
- 16 aout 2585 : Éclipse totale de Soleil[9], (6 min 16 s), du saros 164.

### Autres phénomènes
- 7 avril 2515 à 10:37 UTC : Mars occultera Neptune[10].
- 25 janvier 2518 à 22:41 UTC : Vénus occultera Saturne[10].
- 2562 : La planète naine Éris terminera sa première révolution autour du Soleil, depuis sa découverte en 2005.
- 2599 : Triple conjonction Mars-Jupiter.

## Autres prédictions

### Super-cycle Kull-i Šayʾ
- 20 mars 2566 : Fin du second super-cycle Kull-i Šayʾ de 361 années (19 x 19 ans), du calendrier badi, qui aura commencé le 21 mars 2205[2].
- 21 mars 2566 : Début du troisième super-cycle Kull-i Šayʾ de ce calendrier, qui finira le 20 mars 2927[2].

## Liens avec la science-fiction

### Littérature
- Le roman dystopique d'Aldous Huxley Le Meilleur des mondes se situe en 2540.
- La section « Fiat Homo » d'Un cantique pour Leibowitz par Walter M. Miller prend place dans le 26e siècle.
- La plupart des évènements du roman L'Espace de la révélation ont lieu en 2566 avec des flashbacks de 2524.

### Films
- La troisième et dernière partie du film The Fountain de Darren Aronofsky a lieu dans le 26e siècle.
- Le film Idiocracy est situé dans l'année 2505.
- Le film Serenity se passe en 2517.
- Le film Alita: Battle Angel se passe en 2563.

### Télévision
- La série télévisée Firefly et le film Serenity, réalisé par Joss Whedon, se déroulent en 2517[11].
- La web-série Le Visiteur du futur se déroule quelquefois en 2555.
- La série Cleopatra 2525 se situe en 2525.
- La huitième saison de Mystery Science Theater 3000 se passe en 2525.
- Les épisodes de Doctor Who Frontier in Space et Planet of the Daleks ont lieu en 2540.
- La série Medabots se passe dans le 26e siècle.

### Jeux vidéo
- Les jeux vidéo Halo se passent au 26e siècle.
- Les jeux vidéo StarCraft se passent au 26e siècle.
- Les jeux vidéo Dead Space se passent au 26e siècle.
- Le jeu vidéo Dark Reign 2 se déroule durant ce siècle (précisé dans le générique de début).
- Le jeu vidéo Bulletstorm se passe au 26e siècle.
- Le jeu vidéo Dino Crisis 3 se passe dans un vaisseau spatial en 2548.
- Le jeu vidéo Red Baron 2573 se passe en 2573.
- Le jeu vidéo Super Spy Hunter se passe en 2525.
- Le jeu vidéo Tachyon: The Fringe a lieu dans le 26e siècle.

### Comics
- Battle Angel Alita (Gunnm) se passe au cours de ce siècle.

### Musique
- In the Year 2525, une chanson de Zager and Evans, décrit ce qu'est la vie en 2525.